# Grande Prêmio Brasil Caixa de Atletismo 2011
Grande Prêmio Brasil Caixa de Atletismo 2011 – mityng lekkoatletyczny, który odbył się 26 maja w Rio de Janeiro. Zawody zaliczane były do cyklu World Challenge Meetings rozgrywanego pod egidą IAAF.

## Rezultaty

### Mężczyźni
| Konkurencja:               | 1. miejsce        | Rezultat | 2. miejsce        | Rezultat | 3. miejsce            | Rezultat |
| Bieg na 100 m              | Dwain Chambers    | 10,05    | Kimmari Roach     | 10,26    | Keston Bledman        | 10,27    |
| Bieg na 200 m              | Nilson Andrè      | 20,74    | Sandro Viana      | 20,78    | Ailson Feitosa        | 20,84    |
| Bieg na 1500 m             | Aman Wetiye       | 3:41,30  | Tesfaye Cheru     | 3:42,16  | Abiyote Abinet        | 3:42,38  |
| Bieg na 400 m przez płotki | Andrés Silva      | 49,16    | Mahau Suguimati   | 49,71    | Thiago Sales          | 51,11    |
| Skok wzwyż                 | Dusty Jonas       | 2,29     | Trevor Barry      | 2,25     | Andra Manson          | 2,21     |
| Skok w dal                 | Wilfredo Martínez | 8,04     | Rafael Mello      | 8,02     | Joabson do Nascimento | 7,96w    |
| Trójskok                   | Osniel Tosca      | 16,95    | Yoandris Betanzos | 16,93    | Samyr Laine           | 16,92    |
| Rzut młotem                | Kibwe Johnson     | 77,42    | Dilszod Nazarow   | 76,18    | Roberto Janet         | 73,37    |

### Kobiety
| Konkurencja:               | 1. miejsce         | Rezultat | 2. miejsce        | Rezultat | 3. miejsce            | Rezultat |
| Bieg na 100 m              | Tahesia Harrigan   | 11,14    | Oludamola Osayomi | 11,17    | Gloria Asumnu         | 11,19    |
| Bieg na 200 m              | Ana Cláudia Silva  | 23,09    | Porscha Lucas     | 23,09    | Shareese Woods        | 23,13    |
| Bieg na 1500 m             | Rosibel García     | 4:19,98  | Sabine Heitling   | 4:21,98  | Christiane dos Santos | 4:23,46  |
| Bieg na 400 m przez płotki | Melaine Walker     | 54,09    | Nickiesha Wilson  | 55,57    | Jailma de Lima        | 56,00    |
| Skok o tyczce              | Fabiana Murer      | 4,65     | Yarisley Silva    | 4,60     | Kylie Hutson          | 4,40     |
| Skok w dal                 | Maurren Higa Maggi | 6,80     | Keila Costa       | 6,50     | Janay DeLoach         | 6,48     |
| Trójskok                   | Caterine Ibargüen  | 14,39    | Yarianna Martínez | 14,25    | Dailenys Alcántara    | 14,01    |
| Rzut młotem                | Yipsi Moreno       | 74,26    | Jennifer Dahlgren | 72,26    | Kathrin Klaas         | 71,44    |

## Rekordy
Podczas mityngu ustanowiono 2 krajowe rekordy w kategorii seniorów:
| Zawodnik       | Reprezentacja | Konkurencja                | Rezultat |
| -------------- | ------------- | -------------------------- | -------- |
| Andrés Silva   | Urugwaj       | bieg na 400 m przez płotki | 49,16    |
| Yarisley Silva | Kuba          | skok o tyczce              | 4,60     |